# Halacritus caracciolii
Halacritus caracciolii är en skalbaggsart som beskrevs av Yves Gomy 1989. Halacritus caracciolii ingår i släktet Halacritus och familjen stumpbaggar. Inga underarter finns listade i Catalogue of Life.